# Radio Inside
Radio Inside war ein privater Radiosender in der Schweiz, der sich im vollständigen Besitz der ZT Medien (Mediengruppe des Zofinger Tagblatt) befand. Das Zielpublikum des Senders bestand aus der 20- bis 60-jährigen Bevölkerung der Schweizer Kantone Solothurn und Aargau sowie des nordwestlichen Teils des Kantons Luzern. Gründer war David Kaufmann. Zur Geschäftsleitung gehörten weiters Geschäftsleiter Roland Oetterli und Markus Müller.

## Geschichte
Radio Inside ging am 4. Mai 2008 als Internetradio zum ersten Mal auf Sendung. Der Sender entstand aus einer Abspaltung des ehemaligen Webradios Radio COOL.

### Sendebetrieb über DAB+
Am 29. März 2010 ging Radio Inside im neuen Übertragungsstandard DAB+ terrestrisch auf Sendung. Das Sendestudio befand sich in Zofingen. Gründer und Eigentümer war David Kaufmann, der in der Region Aargau/Solothurn durch seine Tätigkeit als TV-Moderator des Privatsenders Tele M1 bekannt war. Im Programm mitgewirkt hat auch Fernsehmoderatorin Sara Bachmann, die auch eine Sendung namens Sara's Welt moderierte. Eine weitere erfolgreiche Sendung war die Comedysendung Grütter&Peppo, welche hauptsächlich aus Telefonscherzen bestand. Ausserdem moderierte J.P. Love die Erotiksendung Love Is In The Air. Das Musikprogramm von Radio Inside bestand zu 75 Prozent aus Schweizer Musik.

### Übernahme durch das Zofinger Tagblatt
Ende November 2011 wurde bekannt, dass das Zofinger Tagblatt Radio Inside rückwirkend auf den 1. Oktober 2011 übernimmt. Über den Verkaufspreis wurde Stillschweigen vereinbart. Alle Mitarbeiter wurden übernommen. David Kaufmann blieb weiterhin Geschäftsführer und Programmleiter. Radio Inside sendete fortan aus einem neuen Studio im Gebäude des Zofinger Tagblatts. Bei der Berichterstattung fokussierte man sich auf die Region Zofingen. Radio Inside und das Zofinger Tagblatt arbeiten crossmedial zusammen und nutzen gemeinsame Synergieeffekte. So konnte der Sender seit Februar 2014 den gemeinsamen Newsdesk nutzen. Per Ende Oktober 2016 verliess Gründer David Kaufmann den Sender auf eigenen Wunsch, um sich beruflich ausserhalb der Medienwelt neu zu orientieren. Sein Nachfolger wurde Remo Tenisch, welcher nur wenige Monate später durch Michael "Mige" Stalder abgelöst wurde. Der Sender erlebte unter Michael Stalder grosse Veränderungen. Sendungen und Service-Leistungen wurden aus Kostengründen gestrichen. Es wurden keine Hörer-Erhebungen mehr durchgeführt. Der Sender verlor durch fehlendes Know-how (Stalder war Quereinsteiger und verfügte über keinerlei Medienerfahrung) mehr und mehr an Relevanz und Hörer. Die finanzielle Situation von Radio Inside geriet unter Stalder mehr und mehr in Schieflage.
Im Sog der Turbulenzen des Mutterhauses ZT Medien AG, litt auch Radio Inside unter den Sparmassnahmen der neuen Führungsriege, welche im Mutterhaus per Januar 2021 das Zepter übernahm. So wurde das moderne Radiostudio aufgelöst und durch ein TV-Studio ersetzt, in welchem die ZT Medien Talk-Formate aufzeichneten. Radio Inside sendete fortan aufgezeichnete Inhalte. Sämtliches Personal wurde nicht mehr ersetzt, bis nur noch Geschäftsführer Michael Stalder übrig blieb, welcher den Sender als "One-Man-Show" weiterbetrieb.
Im August 2022 wurde das Erscheinungsbild und der Sendername an das Mutterhaus ZT Medien angepasst. Folglich nannte sich der Sender fortan "ZT Radio Inside". Im gleichen Zug lancierte Michael "Mige" Stalder eine wöchentliche Morgenshow mit dem Namen "Mige Live!", welche aus einem improvisierten Studio hinter einem schwarzen Vorhang im ZT-Fernsehstudio gesendet wurde. Der Live-Betrieb kehrte somit einmal wöchentlich während vier Stunden zurück.

### Einstellung des Sendebetriebs
Im Dezember 2023 teilte Das Zofinger Tagblatt mit, der Betrieb werde eingestellt. Grund seien Umsätze, die nicht kostendeckend seien. Verschiedene «Versuche, das Radio zu etablieren und zu vermarkten» seien erfolglos geblieben, man sehe für den Sender «kein Marktbedürfnis».

### Programm
Gesendet wurde ein 24-Stundenprogramm mit Information, Musik und Unterhaltung. Werktags gab es mit den Top News tagsüber zu den Hauptsendezeiten stündliche Nachrichtenblöcke. Ergänzt wurden sie täglich zweimal im Rahmen des Mittags- bzw. Abendinfos zu Nachrichten aus der Region, der Schweiz und dem Ausland. Das Programm von Radio Inside begann werktags um 6 Uhr mit der Radio Inside Morgenshow. Samstags und sonntags sendete Radio Inside ein Nonstop-Musikprogramm, welches gelegentlich mit Highlights aus der vergangenen Woche und anderen Rubriken unterbrochen wurde. Ausserdem berichtete Radio Inside an Sonntagen regelmässig über Wahlen und Volksabstimmungen. Zudem fanden auch Liveübertragungen von Auswärtsspielen des EHC Olten im Rahmen des Playoff- bzw. Powerplay-Radios und Sondersendungen im Rahmen regionaler Anlässe statt.

### Playoff-Radio
Anfangs 2013 ging Radio Inside eine Partnerschaft mit dem Eishockey-Club EHC Olten ein. Der Sender übertrug alle seine Auswärtsspiele in der Playoffs der Nationalliga B. Das erste Spiel wurde am 17. Februar 2013 live übertragen. Der EHC Olten verlor sein erstes Spiel im Viertelfinale der Saison 2012/2013 auswärts gegen den HC La Chaux-de-Fonds mit 2:4. Die Zusammenarbeit wurde auf die aktuelle Saison 2013/2014 ausgeweitet. Radio Inside beteiligte sich von nun an auch an Fanaktionen. Seit der Saison 2013/2014 übertrug der Sender im Powerplay-Radio auch mehrere Auswärtsspiele der Vorrunde live.

### Mitarbeiter
Im September 2018 beschäftige Radio Inside neun festangestellte Mitarbeiter (Vollzeitäquivalente), von denen zwei in der Werbeauqisition tätig waren. Weiter erlernten zahlreiche Praktikantinnen und Praktikanten das Radiohandwerk im Rahmen der Radio Inside Academy. Dazu kamen einige freie Mitarbeiter, die vor allem an den EHC Olten Eishockey Auswärtsspielen als Kommentatoren arbeiten. Ergänzt wurde das Team durch Korrespondenten der dpa und des Bundeshaus-Radios in der Schweiz und im Ausland.

### Empfang
Das Programm wurde über Kanal 7D in der Deutschschweiz und Teilen der rätoromanischen Schweiz im zweiten Multiplex der SwissMediaCast im Standard DAB+ mit 64 kbit/s verbreitet, sowie im Kabelnetz der Swisscom TV. Über die Homepage des Senders war das Programm als Livestream verfügbar, sowie Teile daraus als Abrufangebot. Für mobile Geräte wurden zudem Apps angeboten, womit sich auch Sprachmeldungen oder selbsterstellte Videos an den Sender zurückmelden liessen.